# 多巴胺受體

多巴胺

多巴胺受體是在脊椎動物中樞神經系統（CNS）中突出的一類G蛋白偶聯受體。多巴胺受體不僅通過G蛋白偶聯激活不同的效應子，而且通過不同的蛋白（與多巴胺受體相互作用的蛋白）相互作用來激活信號。神經遞質多巴胺是多巴胺受體的主要內源性配體。多巴胺受體與許多神經系統過程有關，包括動機、愉悅、認知、記憶、學習和精細運動控制，以及神經內分泌信號的調節。多巴胺受體信號異常和多巴胺能神經功能與多種神經精神疾病有關。因此，多巴胺受體是常見的神經藥物靶點。抗精神病藥通常是多巴胺受體拮抗劑，而精神刺激藥通常是多巴胺受體的間接激動劑。

## 外部連結
- . IUPHAR Database of Receptors and Ion Channels. International Union of Basic and Clinical Pharmacology. （原始内容存档于2017-02-01）.
- Zimmerberg, B., "Dopamine receptors: A representative family of metabotropic receptors （页面存档备份，存于）, Multimedia Neuroscience Education Project (2002)
- Scholarpedia article on Dopamine anatomy （页面存档备份，存于）

Template:Dopaminergics